# August Klingler
Pour les articles homonymes, voir Klingler.
August Klingler, né le 24 février 1918, et mort le 23 novembre 1944 sur le front russe, est un footballeur international allemand. En 1942, il joue cinq matchs avec la Mannschafft.

## Biographie
Il fait ses débuts au FV Daxlanden.
Il joue ensuite pendant la guerre pour le Breslauer SpVg 02 et le FC Mülhausen 93.